# Pseudofuscophialis lignicola
Pseudofuscophialis lignicola är en svampart som beskrevs av Sivan. & H.S. Chang 1995. Pseudofuscophialis lignicola ingår i släktet Pseudofuscophialis, divisionen sporsäcksvampar och riket svampar.   Inga underarter finns listade i Catalogue of Life.